# Бубанешвар
Бубанешвар је град у Индији у држави Ориса. Према незваничним резултатима пописа 2011. у граду је живело 837.737 становника.

## Становништво
Према незваничним резултатима пописа, у граду је 2011. живело 837.737 становника.
| 1991.   | 2001.   | 2011.   |
| ------- | ------- | ------- |
| 411.542 | 648.032 | 837.737 |